# Cantó de Saint-Brieuc-Ouest
El cantó de Saint-Brieuc-Oest (bretó Kanton Sant-Brieg-Kornôg) és una divisió administrativa francesa situat al departament de Costes del Nord a la regió de Bretanya.

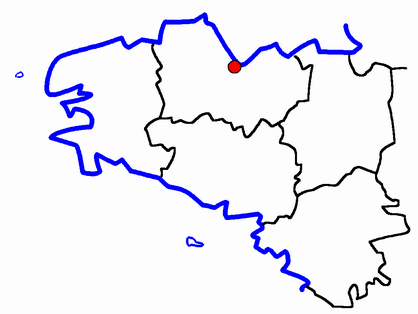
Situació del cantó

Està format pels quartiers de Saint-Jouan, les Villages, la Ville Hellio, la Ville Jouha i Robien.

## Història
| Data d'elecció                           | Identitat      | Partit  | Qualitat |
| ---------------------------------------- | -------------- | ------- | -------- |
| març 1998                                | Michel Brémont | PS      |          |
| març 1985                                | Bruno Joncour  | RPR/UDF |          |
| març 1982                                | Yves Dollo     | PS      |          |
| les dades anteriors no són pas conegudes |                |         |          |
|                                          |                |         |          |